# Santa Maria a Vico
Santa Maria a Vico är en ort och kommun i provinsen Caserta i regionen Kampanien i Italien. Kommunen hade 14 004 invånare (2017).